# Versus Goliath
Versus Goliath (oder VSG abgekürzt) ist eine Rockband aus München.

## Geschichte
Versus Goliath wurde 2019 von Florian Mäteling (Rap, Gesang), Andreas Zöller (Gitarre, Keyboard) und Jonas Keller-May (Schlagzeug) gegründet.
Die Band hat aktuell zwei EPs, mehrere Singles und ein Debüt-Album veröffentlicht, welche über das Eigenlabel WirWirWir im Vertrieb von Sony Music und im Verlag von Universal Music Publishing erschienen sind.
Im Jahr 2021 konnte Versus Goliath für die Band Eisbrecher (Band) einen exklusiven Remix des Songs FAKK beisteuern, welcher auf CD über Metal Hammer und als Vinyl über das Sonic Seducer Magazin veröffentlicht wurde.
Eine ihrer bisher größten Shows spielte die Band im Jahr 2023 auf der Main Stage des M’era Luna Festivals, welche auf ARTE Concerts ausgestrahlt wurde. Im selben Jahr war Versus Goliath zudem Headliner auf dem Wave Gotik Treffen in der Leipziger Moritzbastei. und Supportact für die Band Heldmaschine auf ihrer „Flächenbrand Tour“ 2024 hat die Band die neue Supergroup Universum25 für vier Termine auf ihrer „Horizont in Flammen-Tour“ begleitet.

## Stil
Die Texte des Frontmanns Mäteling handeln von sozial- und gesellschaftskritischen sowie persönlichen Problemen, die die Band in einem Mix aus Rap, Metal und Rockmusik verbinden.
Versus Goliath möchte nach eigener Aussage mit ihren Songs den Schwachen und Ungehörten eine Stimme verleihen, aber auch Themen wie Egoismus, Selbstzweifel, Angst, Hoffnung und mentale Gesundheit sind wiederkehrende Themen.

## Diskografie

### Alben und EPs
- 2020: Der sechste Tag (WirWirWir)
- 2021: Der Weg nach unten (WirWirWir)
- 2022: Liebe & Chaos (WirWirWir)

### Singles
- 2019: Friss oder stirb (WirWirWir)
- 2020: Zehn (WirWirWir)
- 2020: Weisst du noch (WirWirWir)
- 2020: Lüg mich an (WirWirWir)
- 2020: Verloren kaputt (WirWirWir)
- 2020: Sturzflug (WirWirWir)
- 2021: FAKK, Remix für Eisbrecher
- 2021: VIRUS (WirWirWir)
- 2021: Wie viel (WirWirWir)
- 2022: Distanz (WirWirWir)
- 2022: Im Regen (WirWirWir)
- 2022: Ich sterbe nicht (WirWirWir)
- 2024: Eiskalt (WirWirWir)
- 2025: System (WirWirWir)
- 2025: Geist (WirWirWir)
- 2025: Keine Helden (WirWirWir)